# Elektroozmotikus áramlás

Elektroozmotikus áramlás sémája

Az elektroozmotikus áramlás (elektroozmózis, elektroendozmózis) olyan, az elektroforetikus módszereknél általában fellépő alapvető jelenség, amikor az elektromos tér hatására a folyadék egy töltéssel bíró felület (kapilláris elektroforézis-nél a kvarckapilláris) mentén áramlik. Nagysága és iránya függ a felület töltésétől és a kapillárisban levő oldat jellegétől. Kapillárisokban (mintegy 200 µm átmérőig) az elektroozmotikus áramlás dugószerű áramlási profilt biztosít. Az EOF nagysága és iránya függ a kapillárisban levő oldat jellegétől (pH, ionerősség).